# Championnat d'Europe masculin de rink hockey des moins de 17 ans 2008
Navigation
Édition précédente Édition suivante
Le Championnat d'Europe de rink hockey masculin des moins de 17 ans 2008 est la 27e édition de la compétition organisée par le Comité européen de rink hockey et réunissant tous les ans les meilleures nations européennes. Cette édition a eu lieu à Bassano del Grappa, dans la province de Vicence, en Vénétie, dans le nord-est de l'Italie du 8 au 13 septembre 2008. C'est le Portugal qui remporte ce Championnat d'Europe de rink hockey masculin des moins de 17 ans.

## Participants
Neuf équipes prennent part à la compétition :
- Allemagne
- Andorre
- Angleterre
- Espagne
- France
- Italie
- Pays-Bas
- Portugal
- Suisse

## Format
Une première phase de groupe se dispute selon la formule d'un championnat où chaque équipe rencontre une fois tous ses adversaires. Lors de cette première phase, les équipes se voient attribuer respectivement 3 points, 1 point et 0 point pour une victoire, un nul et une défaite. À l'issue de la première phase ont lieu les Demi-finales.

## Résultats

### Phase de groupe
Poule A
| Rang | Équipe    | Pts | J | G | N | P | Bp | Bc | Diff |  | Résultats |  |     |     |     |      |
| ---- | --------- | --- | - | - | - | - | -- | -- | ---- |  | --------- |  | --- | --- | --- | ---- |
| 1    | Italie    | 12  | 4 | 4 | 0 | 0 | 28 | 3  | +25  |  | Italie    |  | 3-0 | 5-2 | 8-0 | 12-1 |
| 2    | Espagne   | 9   | 4 | 3 | 0 | 1 | 33 | 4  | +29  |  | Espagne   |  |     | 3-1 | 8-0 | 22-0 |
| 3    | Allemagne | 6   | 4 | 2 | 0 | 2 | 19 | 9  | +10  |  | Allemagne |  |     |     | 6-0 | 10-1 |
| 4    | Andorre   | 3   | 4 | 1 | 0 | 3 | 2  | 22 | -20  |  | Andorre   |  |     |     |     | 2-0  |
| 5    | Pays-Bas  | 0   | 4 | 0 | 0 | 4 | 2  | 46 | -44  |  | Pays-Bas  |  |     |     |     |      |

Poule B
| Rang | Équipe     | Pts | J | G | N | P | Bp | Bc | Diff |  | Résultats  |  |     |     |      |
| ---- | ---------- | --- | - | - | - | - | -- | -- | ---- |  | ---------- |  | --- | --- | ---- |
| 1    | Portugal   | 3   | 9 | 3 | 0 | 0 | 22 | 4  | +18  |  | Portugal   |  | 4-3 | 4-1 | 14-0 |
| 2    | France     | 3   | 6 | 2 | 0 | 1 | 11 | 5  | +6   |  | France     |  |     | 2-1 | 6-0  |
| 3    | Suisse     | 3   | 1 | 0 | 1 | 2 | 4  | 8  | -4   |  | Suisse     |  |     |     | 2-2  |
| 4    | Angleterre | 3   | 1 | 0 | 1 | 2 | 2  | 22 | -20  |  | Angleterre |  |     |     |      |

### Tableau final et matchs de classement

#### Finale
|  | Demi-Finales | Demi-Finales |          |   | Finale | Finale |
|  | Demi-Finales | Demi-Finales |          |   | Finale | Finale |
|  |              |              |          |   |        |        |
|  |              |              |          |   |        |        |
|  |              |              |          |   |        |        |
|  | Italie       | 2            |          |   |        |        |
|  | Italie       | 2            |          |   |        |        |
|  | France       | 0            |          |   |        |        |
|  | France       | 0            | Portugal | 3 |        |        |
|  |              |              | Portugal | 3 |        |        |
|  |              | Italie       | 2        |   |        |        |
|  | Portugal     | Italie       | 2        | 3 |        |        |
|  | Portugal     |              |          | 3 |        |        |
|  | Espagne      | 2            |          |   |        |        |
|  | Espagne      | 2            | 3e place |   |        |        |
|  |              |              |          |   |        |        |
|  |              |              |          |   |        |        |
|  |              |              |          |   |        |        |
|  | Espagne      | 4            |          |   |        |        |
|  | Espagne      | 4            |          |   |        |        |
|  | France       | 1            |          |   |        |        |
|  | France       | 1            |          |   |        |        |

#### Matchs de classement
Une nouvelle poule est disputée par les équipes n'ayant pu se qualifier pour les demi-finales. Les matchs déjà disputés lors de la première phase ne sont pas rejoués.
| Rang | Équipe     | Pts | J | G | N | P | Bp | Bc | Diff |  | Résultats  |  |     |     |     |      |
| ---- | ---------- | --- | - | - | - | - | -- | -- | ---- |  | ---------- |  | --- | --- | --- | ---- |
| 1    | Allemagne  | 12  | 4 | 4 | 0 | 0 | 29 | 3  | +26  |  | Allemagne  |  | 5-1 | 8-1 | 6-0 | 10-1 |
| 2    | Suisse     | 7   | 4 | 2 | 1 | 1 | 14 | 10 | +4   |  | Suisse     |  |     | 2-2 | 3-1 | 8-1  |
| 3    | Angleterre | 7   | 4 | 2 | 1 | 1 | 12 | 12 | 0    |  | Angleterre |  |     |     | 3-2 | 6-0  |
| 4    | Andorre    | 3   | 4 | 1 | 0 | 3 | 5  | 14 | -9   |  | Andorre    |  |     |     |     | 2-0  |
| 5    | Pays-Bas   | 0   | 4 | 0 | 0 | 4 | 2  | 26 | -24  |  | Pays-Bas   |  |     |     |     |      |

## Classement final
| Place              | Équipe     |
| ------------------ | ---------- |
| Médaille d'or      | Portugal   |
| Médaille d'argent  | Italie     |
| Médaille de bronze | Espagne    |
| 4                  | France     |
| 5                  | Allemagne  |
| 6                  | Suisse     |
| 7                  | Angleterre |
| 8                  | Andorre    |
| 8                  | Pays-Bas   |

## Meilleurs buteurs
| # | Joueur            | Sélection | Buts |
| - | ----------------- | --------- | ---- |
| 1 | Milan Brandt      | Allemagne | 10   |
| - | Pablo Aguaron     | Espagne   | 10   |
| 3 | Kai Milewski      | Allemagne | 9    |
| 4 | Riccardo Valverde | Italie    | 8    |
| - | Joao Souto        | Portugal  | 8    |